# Temnocora
Temnocora is een geslacht van straalvinnige vissen uit de familie van de slakdolven (Liparidae).